# Pseudandriasa
Pseudandriasa är ett släkte av fjärilar. Pseudandriasa ingår i familjen svärmare.
Kladogram enligt Catalogue of Life:
| Pseudandriasa | \| \| Pseudandriasa erubescens \| \| \| \| \| \| Pseudandriasa mutata \| \| \| \| |
|               | \| \| Pseudandriasa erubescens \| \| \| \| \| \| Pseudandriasa mutata \| \| \| \| |
|               | Pseudandriasa erubescens                                                          |
|               |                                                                                   |
|               | Pseudandriasa mutata                                                              |
|               |                                                                                   |